# 수잔 테일러
수전 트레일러(Susan Traylor,  ~ )는 미국의 배우이다.
뉴욕에서 태어났다.

## 출연 작품
- 크리미널 게임: 보석 사기단 (2018년) - 다이앤 역
- 우드쇼크 (2017년) - 테레사의 어머니 역
- 우리 가족은 외박 중 (2015년)
- 미 (2014년)
- Anatomy of the Tide (2013) - 킴 브루어 역
- 스와핑 클럽 (2011년)
- 스크린 테스트 (2010년)
- 슬리피 카운트 (2010년) - 수전 역
- 그린버그 (2010년)
- 스턱! (2009년)
- 파이어크래커 (2005년) - 에드 역
- 텐 티니 러브 스토리스 (2001년)
- 브로큰 베설 (1998년)
- 더 홀 (1997년)
- 파더스 데이 (1997년)
- 돈 크라이 마미 (1996년)
- 로드 오브 일루션 (1995년) - 모린 핌 역
- 히트 (1995년) - 일레인 체리토 역
- 투 다이 포 (1995년) - 페이 스톤 역
- 뉴에이지 (1994년)
- 흐르는 강물처럼 (1992년) - 로하이드 역
- 보디가드 (1992년) - 드레스 디자이너 역
- 사랑의 도피처 (1990년)